# تيريزا كاربنتر
تيريزا كاربنتر (بالإنجليزية: Teresa Carpenter)‏ هي صحفية أمريكية، ولدت في 1948 في إنديبندنس في الولايات المتحدة.

## وصلات خارجية
- الموقع الرسمي